# José Manuel Lafuente
José Manuel Lafuente Garrido, más conocido como Senel, nacido en (Vigo, España, el 13 de mayo de 1984) es un exfutbolista español.

## Clubes
| Club                             | País   | Año       |
| -------------------------------- | ------ | --------- |
| CD Lalín                         | España | 2003-2004 |
| Deportivo de La Coruña B         | España | 2004-2006 |
| Real Club Deportivo de La Coruña | España | 2005-2006 |
| Málaga B                         | España | 2006-2007 |
| Atlético de Madrid C             | España | 2006-2007 |
| Atlético de Madrid B             | España | 2007-2008 |
| Zamora CF                        | España | 2007-2009 |
| CD Mirandés                      | España | 2009-2010 |
| Rápido de Bouzas                 | España | 2010-2011 |